# Test Drive 5
Test Drive 5 – wyścigowa gra komputerowa, piąta część z serii Test Drive. Wyprodukowana przez Pitbull Syndicate i wydana przez Accolade dnia 30 września 1998 na PlayStation, a na PC w dniu 30 listopada 1998. W stosunku do TD4 poprawiono parę drobnych błędów. Łącznie do dyspozycji gracza oddano 28 pojazdów i 17 tras. TD5 jako pierwsza gra z serii umożliwiała wcielenie się w funkcjonariusza policji i ściganie przestępców drogowych.